# Schandeck
Schandeck (auch Schandeckel) bezeichnet im Bootsbau bei offenen Holzbooten einen Längsverband in Form einer im Querschnitt waagerechten Bordleiste, die um das ganze Schiff reicht. Der Duden definiert Schandeck in der Seemannssprache als „ganz außen liegende, das Deck seitlich abschließende Planke, die die Spanten abdeckt“ und nennt als Wortherkunft „wohl zu (ost)friesisch schampen = schonen, schützen“. Wenn das Deck ohne Fischung beplankt ist, übernimmt der Schandeckel gleichzeitig die Funktion des Leibholzes (Waschbord). Außer den Spantenköpfen schützt der stets aus Hartholz gefertigte Schandeckel auch die Oberkante der Außenhaut.
Der Begriff „Schandeck“ ist also nicht mit einer Ebene auf dem Schiff (Deck) zu verwechseln, da es sich von oben ausschließlich auf die Außenplanken legt. Im späteren Werdegang des Schiffes wird hierauf die Reling gesetzt.
Meyers Großes Konversations-Lexikon definierte 1909 Schandeck als:

„im Schiffbau der äußerste Plankengang des Oberdecks, der die Schandeckleiste bildet und die Spanten oben abschließt; auch der obere Rand eines Bootes.“

Das Brockhaus' Kleines Konversations-Lexikon schrieb 1911 in seinem Eintrag:

„Schandeck, Schandeckel, auf Holzschiffen Planke, die von vorn nach hinten wagerecht durchlaufend, in der Höhe des Oberdecks die Spanten bedeckt.“

Der Brockhaus schrieb in Band 19 des 24-bändigen Werkes von 2001:

„Schan|deck [wohl zu (ost)fries. schampen ‚schonen‘, ‚schützen‘], auf Holzschiffen der Plankengang des Oberdecks, der die Bordwand oben abschließt.“